# Klára Fehér
Klára Fehér (ur. 1922 w Budapeszcie, zm. 1996 tamże) – węgierska dziennikarka i powieściopisarka, ukończyła studia ekonomiczne. Autorka książek dla młodzieży, w których porusza aktualne problemy społeczne. Debiutowała w 1949 książką dla dzieci Az Előre őrs pályát választ. W 1950 otrzymała nagrodę im. Attili Józsefa za sztukę dramatycznę dla młodzieży Becsület. Popularność zyskała dzięki powieściom dla dziewcząt.

## Wyróżnienia i nagrody
- Nagroda im. Attili Józsefa (1950)

## Wybrane utwory
- Az Előre őrs pályát választ (1949)
- Becsület (1950)
- Az első hét története (1950, pl. Pierwszy tydzień, 1951)
- Bezzeg az én időmben (1969, pl. No cóż, za moich czasów..., 1974)